# يوزيف تاكاس
يوزيف تاكاس (بالمجرية: Takács József)‏ (30 يونيو 1904 ببودابست في المجر - 3 سبتمبر 1983 ببودابست في المجر) هو مدرب كرة قدم ولاعب كرة قدم مجري في مركز الهجوم، شارك في الألعاب الأولمبية الصيفية 1924. وشارك مع منتخب المجر لكرة القدم. أما مع النوادي، فقد لعب مع نادي فاساس ونادي فيرينتسفاروشي.

## وصلات خارجية
- يوزيف تاكاس على موقع ناشيونال فوتبول تيمز (الإنجليزية)
- يوزيف تاكاس على موقع عالم كرة القدم.نت (الإنجليزية)
- يوزيف تاكاس على موقع أوليمبيديا (الإنجليزية)